# Batomys granti
Batomys granti — один із п'яти видів гризунів роду Batomys. Цей вид зустрічається тільки на Філіппінах. Цей вид був першим із п'яти ідентифікованих і залишався єдиним індикатором для роду протягом приблизно 75 років, до 1988 року. Більшість цього виду мешкає на горі Дейта, яка є однією з кількох гір у регіоні гір Кордильєри на півночі Лусона. Зустрічається в первинних і вторинних гірських і мохових лісах і зазвичай частіше зустрічається в мохових лісах, ніж у гірських.
Batomys granti переважно зустрічається на землі, однак деревні зйомки вказують на те, що цей вид має здібності до лазіння, причому пошук їжі реєструється як на землі, так і на деревах. Дієта цього виду складається з рослинного матеріалу, а пошук їжі відбувається вночі.